# تراجع النمو

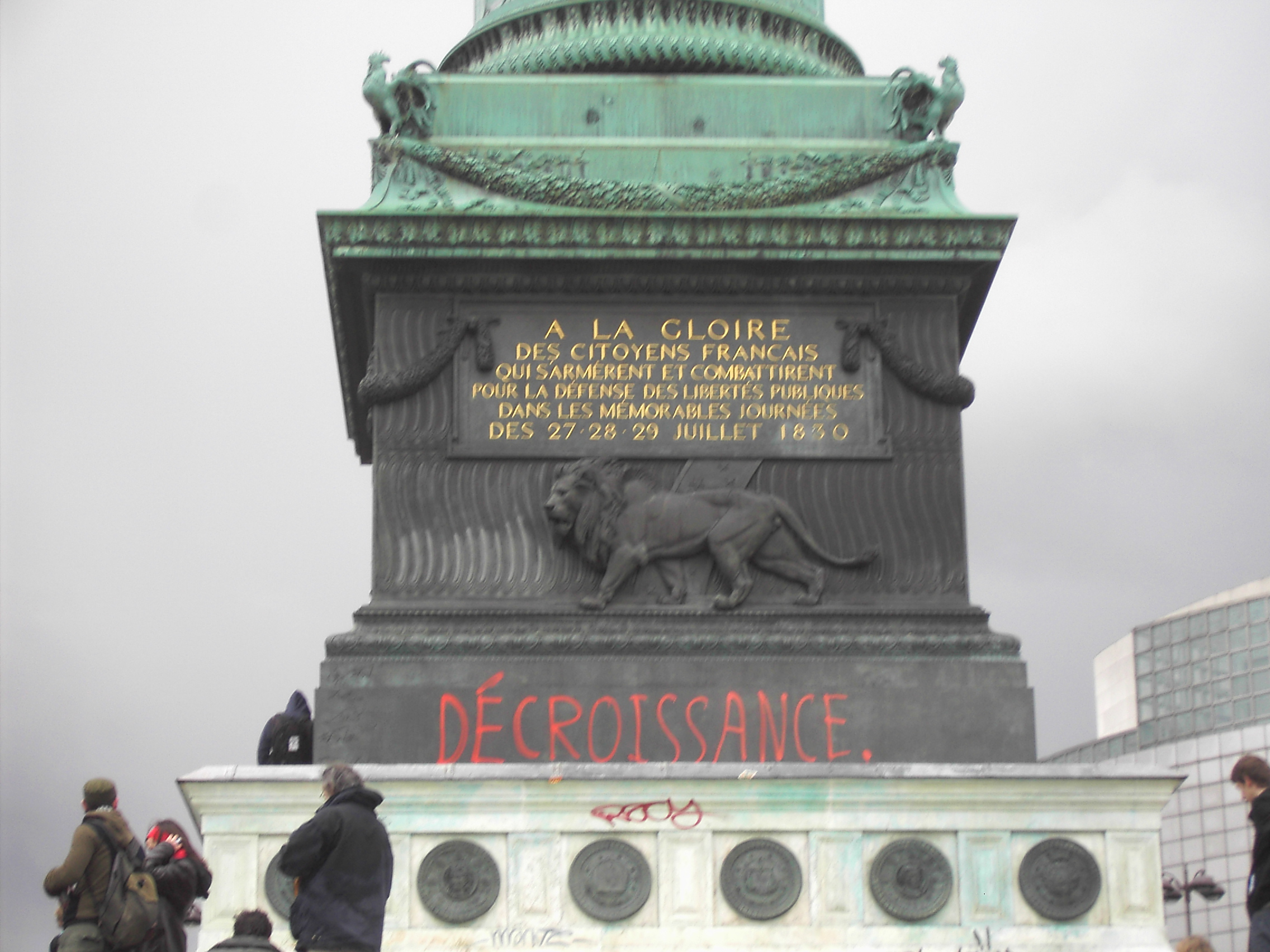
الشعارات المؤيدة لتراجع النمو في يوليو العمود في مكان دي لا الباستيل في باريس أثناء احتجاجا على عقد العمل الأول، مارس 28، 2006

تراجع النمو هي الحركة السياسية والاقتصادية والاجتماعية القائمة على البيئة، ومكافحة الاستهلاكية وتتبنى الأفكار المناهضة للرأسمالية. المفكرون والناشطون يدعون إلى تقليص حجم الإنتاج والاستهلاك -انكماش الاقتصاد- الاقتضاء لأن الإفراط يكمن في جذور القضايا طويلة الأجل البيئية وعدم المساواة الاجتماعية. المفتاح لمفهوم تراجع النمو هو أن خفض استهلاك لا يتطلب استشهاد الفرد وانخفاض في مستوى الرفاه. بدلا من ذلك، 'تراجع النمو' تهدف إلى تحقيق أقصى قدر من السعادة والرفاه من خلال وسائل غير الاستهلاكية—تقسم العمل، استهلاك أقل، مع تكريس مزيد من الوقت للفن والموسيقى، والثقافة، والأسرة والمجتمع.
على المستوى الفردي، يتحقق تراجع النمو من خلال البساطة الطوعية. الحلول العالمية ل 'تراجع النمو'، تنطوي على إعادة توطين الأنشطة الاقتصادية من أجل إنهاء اعتماد البشرية على الوقود الحفري وتقليل بصماتها الإيكولوجية. تعارض تراجع النمو التنمية المستدامة، لأنه في حين أن التنمية المستدامة تهدف إلى معالجة المخاوف البيئية، فإنها تفعل ذلك بهدف تعزيز النمو الاقتصادي التي فشلت في تحسين حياة الناس ويؤدي حتما إلى تدهور البيئة. وبهذه الطريقة، يقف تراجع النمو في تناقض حاد مع الأشكال الراهنة للرأسمالية المنتجة التي تعتبر تراكم رأس المال والسلع نهاية مرغوب فيه.

## خلفية
نشأت الحركة من مخاوف بشأن العواقب المتصورة للإنتاجية المرتبطة بالمجتمعات الصناعية (سواء الرأسمالية أو اشتراكية):
- قلة توفر مصادر الطاقة (انظر ذروة النفط)
- وتدني نوعية البيئة (انظر الاحترار العالمي، تلوث)
- الانخفاض في صحة النباتات والحيوانات، والبشر أنفسهم
- الاستخدام الآخذ في التوسع للموارد من قبل دول العالم الأول لإشباع أنماط الحياة التي تستهلك مزيد من الغذاء والطاقة، وتنتج المزيد من النفايات، على حساب من العالم الثالث (انظر الاستعمار الجديد)

### استنزاف الموارد
مع نمو الاقتصادات، الحاجة إلى الموارد تنمو تبعا لذلك. توجد إمدادات ثابتة من المصادر غير المتجددة، مثل النفط، وهذه المصادر سوف تنضب حتما. ويمكن أيضا أن تستنفد الموارد المتجددة إذا انتزعت بمعدلات لا يمكن تحملها على مدى فترات طويلة. على سبيل المثال، حدث هذا مع إنتاج الكافيار في بحر قزوين. وهناك الكثير من القلق بشأن الكيفية التي سيتم تلبية الطلب المتزايد على هذه الموارد مع انخفاض الإمدادات. كثيرا من الناس يتطلعون إلى التكنولوجيا لتطوير بدائل للمصادر التي نضبت. على سبيل المثال، البعض يتطلعون إلى الوقود الحيوي لمواجهة فجوة الطلب بعد ذروة النفط. ومع ذلك، فقد ذهب آخرون إلى أن أيا من البدائل يمكن أن تحل بفعالية محل تعدد وقابلية النفط.
أنصار تراجع النمو يقولون إن انخفاض الطلب هو السبيل الوحيد لإغلاق فجوة الطلب بشكل دائم.بالنسبة لموارد الطاقة المتجددة، والطلب، وبالتالي الإنتاج، يجب أيضا أن يتراجعوا إلى مستويات تمنع الاستنزاف وصحية بيئيا. وينظر إلى السعي نحو مجتمع لا يعتمد على النفط كعنصر أساسي لتجنب الانهيار المجتمعي عندما يتم استنفاد الموارد غير المتجددة. "ولكن تراجع النمو ليس مجرد مسألة كمية أقل من فعل الشيء نفسه، بل هو أيضا، وأكثر جوهرية، حول نموذجية إعادة ترتيب القيم، بالأخص التأكيد على القيم الاجتماعية والبيئية وتسييس الاقتصاد.

### البصمة الإيكولوجية
البصمة البيئية هي مقياس للطلب البشري على الأنظمة الإيكولوجية للأرض. فإنه يقارن الطلب الإنساني مع قدرة كوكب الأرض البيئية على التجدد. إنها تمثل كمية الأراضي ومناطق البحر المنتجة بيولوجيا اللازمة لتجديد الموارد التي يستهلكها المجتمع البشري واستيعاب وإبطال مفعول النفايات المقابلة.
وفقا لتقرير شبكة البصمة العالمي لعام 2005، سكان البلدان المرتفعة الدخل يعيشون على 6.4 هكتار عالمي (غانا)، بينما هؤلاء من البلدان المنخفضة الدخل تعيش خارج غانا واحد. على سبيل المثال، في حين أن كل فرد في بنغلاديش يعيش على ما ينتجونه من 0.56 GHA، وأمريكا الشمالية تتطلب 12.5 غانا. كل فرد في أميركا الشمالية يستخدم 22.3 أضعاف الأرض بقدر ما هو بنغلاديش. 12.5 هكتار مستخدم من قبل أمريكا الشمالية، يقع 5.5 في الولايات المتحدة، والباقي موجود في بلدان أجنبية. ووفقا للتقرير نفسه، وكان متوسط عدد هكتار عالمي للفرد الواحد 2.1، في حين أن الاستهلاك الحالي لقد وصلت إلى مستويات 2.7 هكتار للشخص الواحد.
ولكي يبلغ سكان العالم مستويات المعيشة النموذجية للبلدان الأوروبية، ستكون هناك حاجة لموارد ما بين ثلاثة وثمانية من كوكب الأرض. ولتتحقق المساواة الاقتصادية في العالم مع الموارد المتاحة الحالية، يجب على الدول الغنية التقليل من مستوى معيشتهم من خلال تراجع النمو. الانخفاض النهائي لجميع الموارد المتاحة سيؤدي إلى انخفاض جبري في الاستهلاك.والرقابة على الحد من الاستهلاك ستقلل من الصدمة لهذا التغيير.

### تراجع النمو والتنمية المستدامة
يتعارض فكر تراجع النمو مع جميع أشكال الاقتصاد الإنتاجي. هو، بالتالي، معارض أيضا للتنمية المستدامة. في حين أن القلق من أجل الاستدامة لا يتعارض مع تراجع النمو، فإن جذور التنمية المستدامة في التيار الرئيسي لأفكار التنمية التي تهدف إلى زيادة النمو الرأسمالي والاستهلاك. تراجع النمو يرى بالتالي التنمية المستدامة بوصفها الإرداف الخلفي، وتعتبر أي تنمية قائمة على النمو في العالم محدودة وغير مستدامة بيئيا. ولأن مستويات الاستهلاك الحالية تتجاوز قدرة الأرض على تجديد هذه الموارد، فسوف يؤدي النمو الاقتصادي إلى استنفادهم.والمؤيدون لصالح التنمية المستدامة يجادلون بأن النمو الاقتصادي المستمر هو ممكن إذا تم خفض استهلاك الطاقة والموارد.
وعلاوة على ذلك، قد أثبت أن التنمية القائمة على النمو أكثر فعالية في توسيع نطاق عدم المساواة الاجتماعية، وتركز الثروة في أيدي قلة قليلة، من الواقع في توليد مزيد من الثروة وزيادة مستويات المعيشة. تراجع النمو يجادل النقاد من أن تباطؤ النمو الاقتصادي سيؤدي إلى زيادة البطالة وزيادة الفقر. العديد من الذين يفهمون عواقب مدمرة البيئية للنمو ما زالت الدعوة للنمو الاقتصادي في الجنوب، حتى ولو لم يكن في الشمال. ولكن، فإن تباطؤ النمو الاقتصادي تفشل في تحقيق فوائد تراجع النمو الذاتي الاكتفاء المادي، والمسؤولية، وسيؤدي في الواقع إلى انخفاض فرص العمل. بدلا من ذلك، تراجع النمو أنصار الدعوة إلى التخلي الكامل للنظام (النمو) الاقتصادية الحالية، مما يوحي بأن إعادة التوطين والتخلي عن الاقتصاد العالمي في جنوب الكرة الأرضية سوف تسمح للناس في الجنوب لتصبح أكثر اعتمادا على الذات، وسوف ينتهي الاستهلاك المفرط واستغلال الموارد من جانب الشمال.

### «تأثير الارتداد»
وغالبا ما تكون التقنيات التي صممت للحد من استخدام الموارد وتحسين الكفاءة توصف بأنها حلول مستدامة. ومع ذلك، تراجع النمو تعارض هذا التقدم التكنولوجي على أرض الواقع ما يشار إليها باسم «تأثير الارتداد». ويستند هذا المفهوم على الملاحظات بأن عندما يتم تقديمعند أقل من الموارد التكنولوجية وافية، والسلوك المحيطة استخدام تلك التكنولوجيا سوف تغير والاستهلاك لتلك التكنولوجيا سوف تزيد وإزاحة أي وفورات في الموارد المحتملة في ضوء تأثير انتعاش، من أنصار أن عقد تراجع النمو يجب أن يكون «المستدامة» الحلول الفعالة الوحيدة تنطوي على الرفض الكامل لنموذج النمو والتحرك نحو نموذج تراجع النمو.

## نشأة الحركة
يمكن تتبع جذور حركة تراجع النمو المعاصرة إلى الاتجاهات المضادة للصناعة في القرن 19، التي وضعت في بريطانيا العظمى من قبل جون روسكين، وليام موريس وحركة الفنون والحرف (1819 -1900)، في الولايات المتحدة من قبل هنري ديفيد ثورو (1817-1862)، وروسيا ليو تولستوي (1828-1911).
يبدو أن مفهوم «تراجع النمو» الصحيح ظهر خلال 1970، الذي اقترحه نادي روما الفكري والمثقفين مثل نيكولاس جورجيسكو، جان بودريار، ادوارد غولد سميث وإيفان إيليتش، والتي تعكس تلك الأفكار من المفكرين في وقت سابق، مثل الاقتصادي E. J. مشعان، مؤرخ الصناعة توم رولت والاشتراكية الراديكالية تيرنر توني. كتابات المهاتما غاندي تحتوي أيضا على الفلسفات مماثلة، ولا سيما فيما يتعلق بدعمه للبساطة الطوعية.
أكثر عموما، والحركات تراجع النمو تعتمد على قيم الإنسانية، التنوير، الأنثروبولوجيا وحقوق الإنسان.

### نادي تقارير روما
في 1968، في نادي روما، وهو تفكير مقرها في فينترتور، سويسرا، طلب الباحثون في معهد ماساتشوستس للتكنولوجيا لتقرير عن حلول عملية للمشاكل التي تحظى باهتمام عالمي. التقرير، وأطلق عليه حدود النمو، نشرت في عام 1972، أصبح أول دراسة مهمة تشير إلى الأخطار البيئية للنمو الاقتصادي لم يسبق له مثيل في العالم والتي تعاني في ذلك الوقت.
تقارير (المعروف أيضا باسم تقارير ميدوز) ليست حصرا على النصوص التأسيسية للحركة، كما يشيرون فقط النمو الصفري، وكما تم استخدامها لدعم التنمية المستدامة الحركة. لا يزال، فهي تعتبر من أولى الدراسات الرسمية صراحة تقديم النمو الاقتصادي باعتبارها السبب الرئيسي للزيادة في المشاكل البيئية العالمية مثل التلوث، ونقص المواد الخام، وتدمير النظم البيئية. صدر التقرير الثاني في عام 1974، وجنبا إلى جنب مع الأولى، ووجه اهتماما كبيرا لهذا الموضوع.

### نيكولاس جورجيسكو - أطروحة
الخبير الاقتصادي نيكولاس جورجيسكو الرومانية، ويعتبر خالق تراجع النمو، ونظريتها الأساسية. في عام 1971، نشر كتابا بعنوان قانون الانتروبيا والعملية الاقتصادية، والذي أشار إلى أن النموذج الاقتصادي الكلاسيكي الجديد لم يأخذ في الاعتبار القانون الثاني للديناميكا الحرارية، التي لم تأخذ في الاعتبار تدهور الطاقة والمادة (أي زيادة الانتروبي). إنه يربط كل نشاط الاقتصادي مع زيادة في لانتروبي، الذي انطوى على زيادة فقدان الموارد المفيدة. عندما ترجمت أعماله إلى الفرنسية عام 1979 تحت عنوان (Demain la décroissance)(«غدا، وتراجع النمو»)، ذلك حفز تكوين الحركة في فرنسا.

### سيرج لاتوش
سيرج لاتوش، أستاذ الاقتصاد في جامعة باريس 11 والجنوب، وقد لاحظت ما يلي:
| تراجع النمو | اذا حاولت قياس الانخفاض في معدل النمو مع الأخذ بعين الاعتبار الأضرار التي لحقت بالبيئة وعواقبه على تراثنا الطبيعي والثقافي، سوف تحصل عادة نتيجة للنمو الصفري أو حتى السلبي. في عام 1991، أنفقت الولايات المتحدة 115 مليار دولار، أو 2.1 ٪ من الناتج المحلي بشأن حماية البيئة. زاد قانون الهواء النظيف هذه التكلفة بنسبة 45 أو 55 مليون دولار سنويا. حاول معهد الموارد العالمية لقياس معدل النمو مع الأخذ بعين الاعتبار العقوبة التي تمارس على رأس المال الطبيعي في العالم، مع التطلع نحو تحقيق التنمية المستدامة. لاندونيسيا، وجدت أن يتم خفض معدل النمو بين عامي 1971 و 1984 من7.1إالى4 ٪ سنويا، وكان ذلك فقط من خلال اتخاذ ثلاثة متغيرات في الاعتبار : إزالة الغابات، وانخفاض في احتياطي النفط والغاز الطبيعي، والتربة التعرية. | تراجع النمو |

### شوماخر والاقتصاد بوذي
كتاب شوماخر عام 1973 هو يسبق حركة موحدة تراجع النمو، ولكن مع ذلك يخدم كأساس هام للأفكار تراجع النمو. في هذا الكتاب هو نقد النموذج النيو ليبرالي للتنمية الاقتصادية، مشيرا إلى ان زيادة عبثية «مستوى المعيشة»، والتي تقوم فقط على الاستهلاك، حيث إن الهدف الأساسي للنشاط الاقتصادي والتنمية. بدلا من ذلك، في إطار ما يشير إليه هو الاقتصاد البوذي، ينبغي أن نسعى إلى تحقيق أقصى قدر من الرفاه وتقليل الاستهلاك.

### القضايا البيئية والاجتماعية
في يناير 1972 ادوارد غولد سميث وروبرت ألن بريسكوت، محرري مجلة عالم البيئة نشروا مخطط للبقاء، والذي دعا إلى وضع برنامج جذري لتحقيق اللامركزية، لمنع ما أشار إليه الكتاب على أنه «انهيار المجتمع وتعطيل لا رجعة فيه لنظم دعم الحياة على هذا الكوكب». الذي وقعه العلماء البارزين المعاصرين، ذهب المخطط إلى أن يلهم قيام أحزاب سياسية البيئة في مختلف أنحاء العالم.

## حركة تراجع النمو

### «يوم ال لا شراء»
يوم ال لا شراء يحدث الجمعة الذي يتلو عيد الشكر في الولايات المتحدة. هذا هو اليوم الأول غير الرسمي لعطلة موسم التسوق. عادة متاجر البيع بالتجزئة توفير السلع بأسعار مخفضة بشكل كبير، مما دفع المستهلكين لشراء المزيد. يوم اللا شراء هو رفض لهذا الاستهلاك بلا حرج.

### المؤتمرات
وقد شملت الحركة أيضا مؤتمرات في باريس، برشلونة وفانكوفر
.

## النقد

### نقد الليبرالية
أنصار الليبرالية الاقتصادية نعتقد أن النمو الاقتصادي يؤدي إلى إنشاء الثروة، من خلال زيادة فرص العمل، وتحسين نوعية الحياة، وتوفير التعليم الأفضل والرعاية الصحية، وبعبارة أخرى، ينبغي أن يكون هناك مزيد من الموارد من أجل لتقديم وتحسين المزيد من الأشياء. من هذا المنطلق، يشكل تراجع النمو الركود الاقتصادي وهو مدمر للثروة.
نقد ليبرالي آخر من تراجع النمو هو ان التقدم مرتبط على نحو متزايد بالمعرفة بدلا من استخدام الموارد المادية، وأن تقدم التكنولوجيا سوف تحل المشكلات البيئية في العالم. السوق الحرة حماية البيئة هو الموقف الذي يرى أن معظم المشاكل البيئية الناجمة عن انعدام حقوق الملكية وتمديد أن تشمل هذه العوامل الخارجية.

#### التنظيم الذاتي للسوق
أنصار التنظيم الذاتي للسوق ويعتقد أنه إذا كان معين من الموارد غير المتجددة تصبح شحيحة، وسوق سيحد استخراجه عبر آليتين:
- زيادة في الأسعار (العرض والطلب)
- زيادة في التمويل لتطوير بدائل (أي الطاقة المتجددة، تدوير، الخ.)

هذا الموقف يجادل بأن السماح لقوى السوق لتصبح نافذة المفعول هي الطريقة الأكثر عقلانية في حل المشكلة، ونعتبر أن هذه القوات هي أكثر كفاءة من أنظمة مركزية القرار (انظر [الحسابات الاقتصادية، المعرفة المتفرقة، مأساة المشاعات). يمكن أن رأسمالية السوق الاستفادة من استغلال مصادر الطاقة التي لم تكن مجدية اقتصاديا 10 أو 20 سنة قبل، لأنه في ظل الظروف الجديدة والنمو الاقتصادي المطلوب وسوف يتطلب استخدامها.
ردا على نظريات جورجيسكو، روبرت سولو وجوزيف ستيغليتز لاحظ أن رأس المال واليد العاملة يمكن أن تكون بديلا للموارد الطبيعية في الإنتاج إما بشكل مباشر أو غير مباشر، وضمان النمو المستدام، أو على الأقل التنمية المستدامة.

#### التدمير الخلاق
تأسس مفهوم تراجع النمو على فرضية أن تنتج أكثر دائما يعني استهلاك المزيد من الطاقة والمواد الخام، بينما في الوقت نفسه خفض حجم قوة العمل، التي حلت محلها الآلات. ويعتبر هذا التحليل مضلل من وجهة النظر التي تسمح لنا بالتقدم التكنولوجي لإنتاج أكثر مع أقل، فضلا عن توفير المزيد من الخدمات. هذا هو ما يعرف باسم التدمير الخلاق، العملية التي «القديمة» الشركات من القطاع (وكذلك التكنولوجيات الخاصة مكلفة وملوثة) تختفي من السوق نتيجة للابتكار في هذا القطاع الذي يجلب خفض التكاليف، بينما تستهلك كميات أقل من الطاقة والمواد الخام في مقابل زيادة الإنتاجية.
في الوقت نفسه، فإن هذا التخفيض في التكاليف و/ أو زيادة في الأرباح إلى زيادة القدرة على الادخار، والذي يسمح في نفس الوقت من أجل الاستثمار في التطورات الجديدة، التي ستحل محل التكنولوجيات القديمة.

### نقد الماركسية
الماركسيون نميز بين نوعين من النمو : ما هو مفيد للبشرية، وتلك التي توجد لمجرد زيادة الأرباح للشركات. الماركسيون يعتبرون أن طبيعة والسيطرة على الإنتاج التي هي المحدد، وليس على الكمية. انهم يعتقدون أن السيطرة ووضع إستراتيجية للنمو هي الركائز التي تمكن من تحقيق التنمية الاجتماعية والاقتصادية. وفقا للجان زين، في حين تراجع النمو مبررات غير صحيحة، فإنها ليست حلا للمشكلة.

### نقد العالم الثالث
يعتبر مفهوم تراجع النمو متناقض عندما يطبق على أقل البلدان نموا، والتي تتطلب نمو اقتصاداتها من أجل تحقيق الرخاء. في هذا المعنى الغالبية من أنصار الدعوة إلى تراجع النمو على مستوى التحصيل، وبعض مقبول من الرفاه مستقلة للنمو. والسؤال من أين يكمن التوازن (أي مدى ينبغي أن الدول المتقدمة التي يتراجع نموها، وإلى أي مدى ينبغي أن يسمح للدول النامية لتحقيق التنمية)، لا يزال مفتوحا.

### نقد التكنولوجية
أنصار التقدم العلمي يجادل في أن تحل مشاكل إمدادات الطاقة والنفايات والحد من المواد الخام. هذا الفكر مستلهم من التنوير لوضع رؤية متفائلة تقني. وهم يشيرون إلى الحد في العلاقة بين استهلاك الطاقة والإنتاج (أو كثافة الطاقة) على مدى السنوات العشرين الماضية. يقترحون أن البحوث في الطاقة النووية يمكن أن توفر بدائل الطاقة المؤقتة إلى أزمة النفط، في حين أن تقنيات مثل الاندماج النووي تأتي عبر الإنترنت.
ويتناقض هذا القول البيانات التي حصلت عليها مشروع الكربون العالمي في عام 2007، والذي يشير إلى الركود في الانخفاض المذكور في كثافة استخدام الطاقة، والتي هي واحدة من متغيرات كايا الهوية الذي يميل إلى تبين أن أيا من الانكماش الاقتصادي، أو التراجع الديموغرافي ضرورية لمنع وقوع كارثة بيئية.